# Кіш Михайло Валерійович
Михайло Валерійович Кіш — старший матрос Збройних Сил України, учасник російсько-української війни, який загинув у ході російського вторгнення в Україну в 2022 році.

## Життєпис
Народився 20 лютого 1990 року.
Старший матрос, військовослужбовець підрозділу 36-а ОБрМП.
Загинув 27 лютого 2022 року в районі н.п. Калинівка Миколаївської області, потрапивши під ворожий авіаційний обстріл бойового гелікоптера.

## Нагороди
- орден «За мужність» III ступеня (2022, посмертно) — за особисту мужність і самовіддані дії, виявлені у захисті державного суверенітету та територіальної цілісності України, вірність військовій присязі.